# Molenbos (Antwerpen)

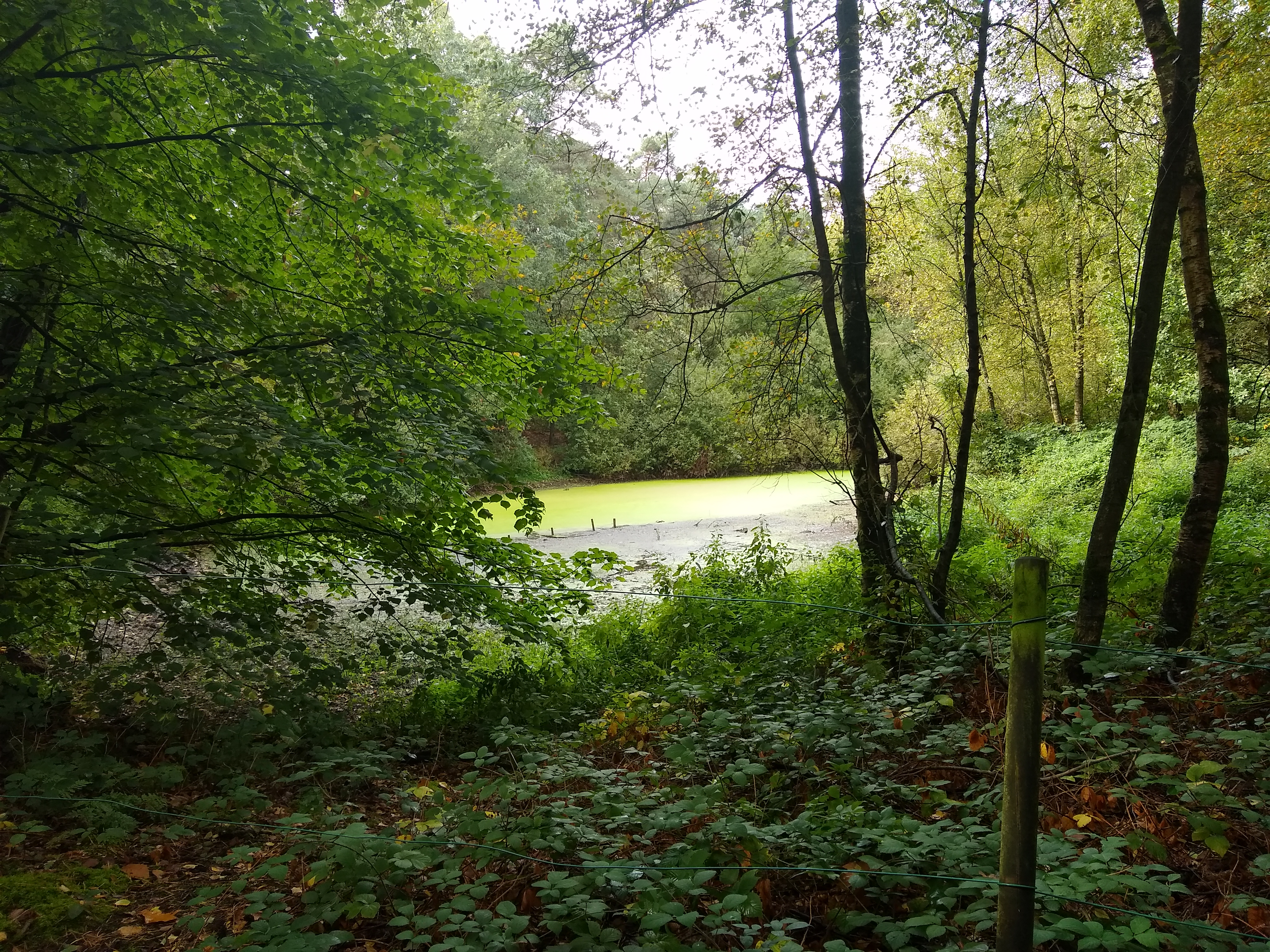
Poel van Drieboomkesberg

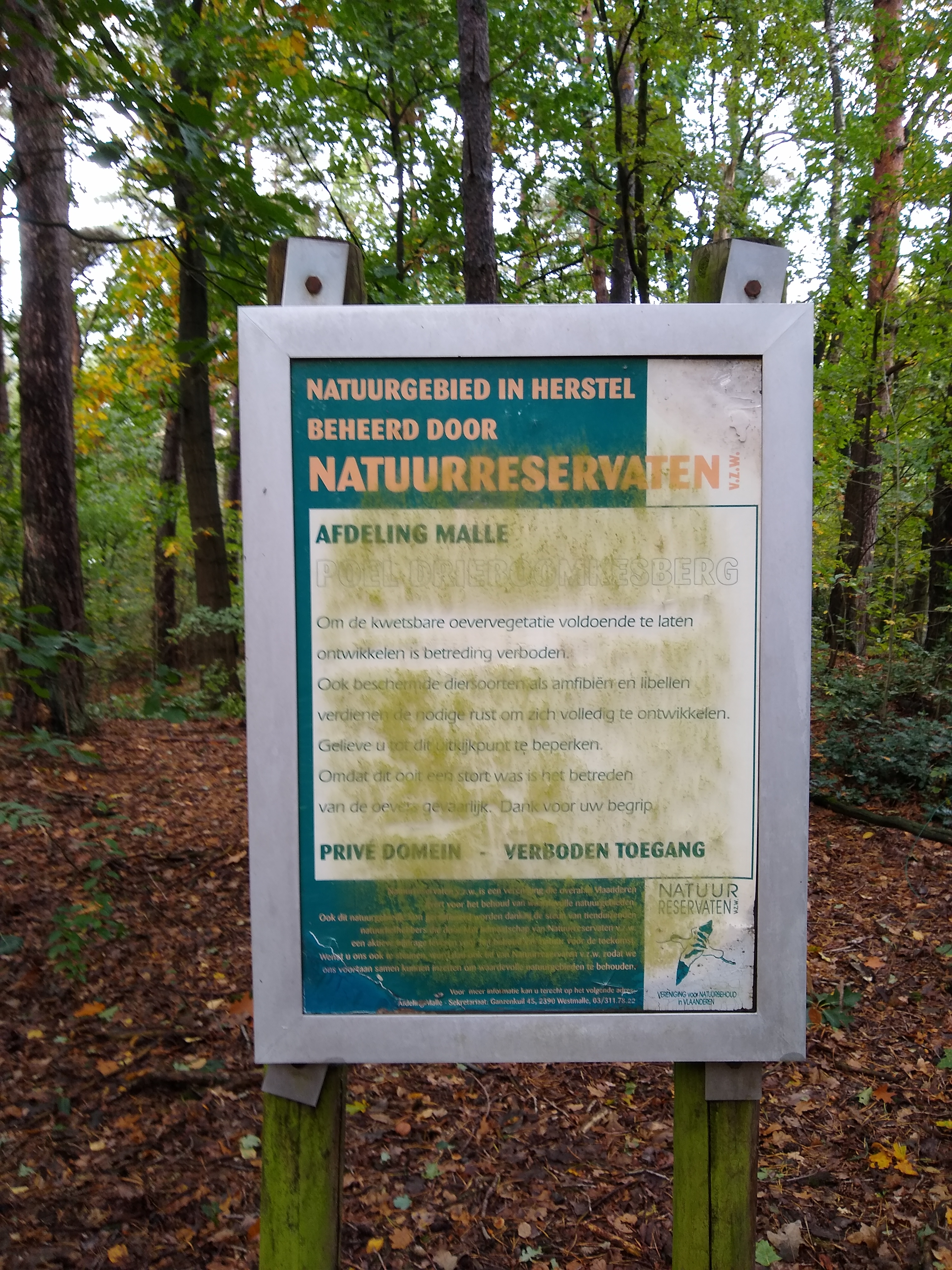
Infobord aan Poel van Drieboomkesberg

Het Molenbos (ook bekend als Drieboomkesberg) is een natuurgebied in de Antwerpse Kempen dat op het grondgebied van de gemeenten Malle, Zoersel en Schilde ligt. Het gebied kent een grootte van 175 ha.
Op het gebied bevindt zich onder meer de poel van Drieboomkesberg. Het beheer hiervan is sinds 1995 toevertrouwd aan Natuurpunt.